# 道の駅蒜山高原

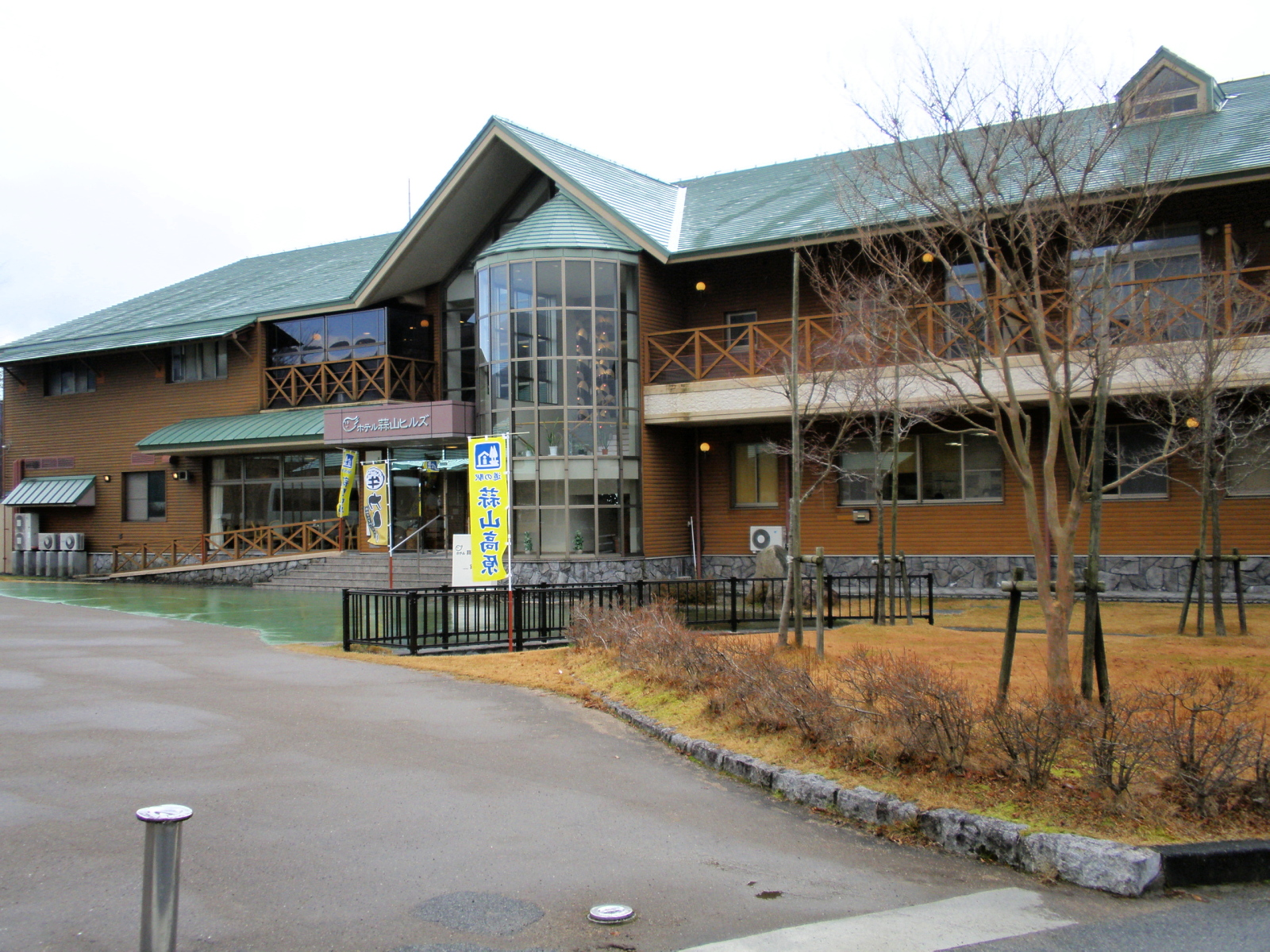
ホテル蒜山ヒルズ

道の駅蒜山高原（みちのえき ひるぜんこうげん）は、岡山県真庭市蒜山地域にある一般県道蒜山高原線の道の駅である。
1996年（平成8年）8月5日に、当時の八束村の申請によって道の駅に登録された。

## 施設
宿泊施設研修室やレストランなどを備えた地域振興施設「蒜山ヒルズ」は八束村が、駐車場および休憩・情報コーナーを備えたサイクルセンターは岡山県が整備した。
- 駐車場
  - 普通車：58台
  - 大型車：3台
  - 身障者用：1台
- トイレ
  - 男：大 3器、小 5器
  - 女：5器
  - 身障者用：1器
- 公衆電話：3台
- 郵便ポスト（上長田郵便局）
- 宿泊施設「ホテル蒜山ヒルズ」
- レストラン「銀杏」（11:30 - 14:00）
- 喫茶店「グリーンヒルズ」（8:00 - 20:00）
- 売店（9:00 - 17:00）
- 公園
- 体験コーナー

## 休館日
- 毎週火曜日（「グリーンヒルズ」のみ）
- 冬季閉鎖（ホテルは利用可能）

## アクセス
- 岡山県道422号蒜山高原線 - 登録路線

## 周辺
- 蒜山
- 蒜山高原
- 上蒜山スキー場
- 蒜山郷土資料館
- 四ツ塚古墳群